# Miguel Ángel Cornero
Miguel Ángel Cornero Valinotti (Rosario, 12 de marzo de 1952-Ciudad de México, 19 de noviembre de 1999), conocido como el Confesor, fue un futbolista argentino que se desempeñó como defensa, considerado uno de los mejores centrales en la historia del fútbol mexicano, destacado por su juego aguerrido y su carácter de líder en el terreno de juego.
Surgido en Rosario Central, resultó campeón del fútbol argentino en el Campeonato Nacional de 1973. En suelo azteca sobresalió con los clubes de América y Cruz Azul, con los que fue campeón y bicampeón de liga respectivamente, y siendo elegido el mejor central del país en 1980. En el año 2023 el diario Marca lo nombró el octavo mejor jugador extranjero en la historia del fútbol mexicano.

## Trayectoria

### Rosario
Comenzó jugando a los 16 años para el Morning Stars, filial de Rosario Central, donde destacó por su fortaleza física y calidad técnica. Sus portentosas cualidades le hicieron ascender al primer equipo a inicios de los años 1970, donde alternó con una gran generación de futbolistas, liderada por el gran atacante Mario Kempes, con quien integró el grupo llamado "La Perrada".

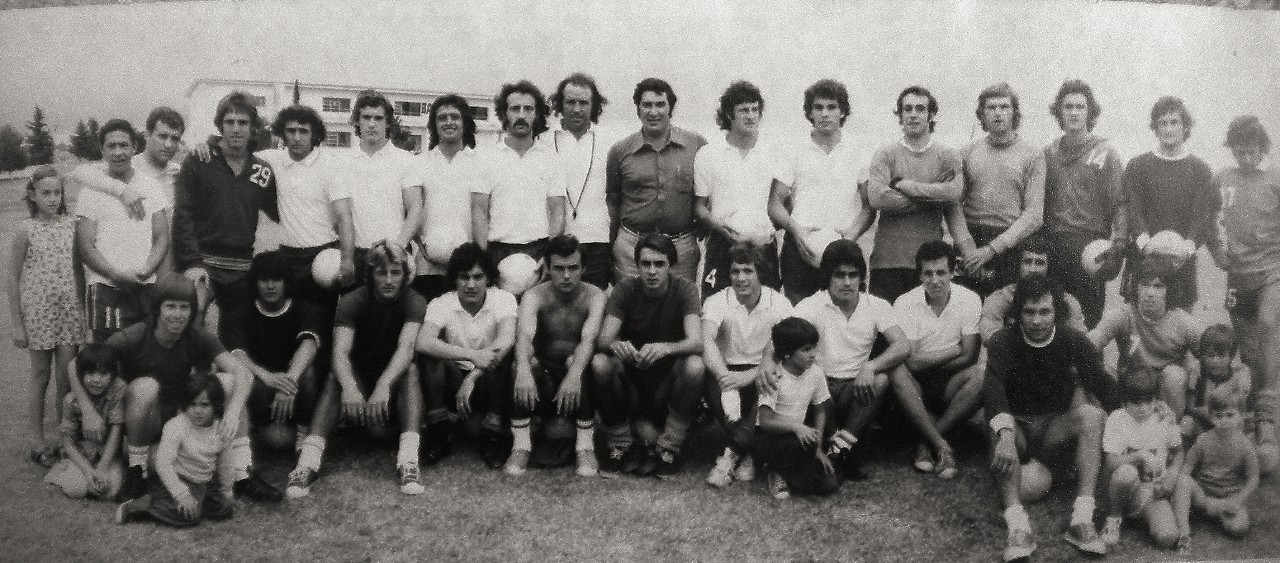
Retrato junto al plantel de Rosario Central en la pretemporada de 1973 en Villa Giardino.

El 25 de agosto de 1973 debutó en el triunfo 4-1 ante River Plate, entrando de cambio por Daniel Killer al minuto 70, y no vio acción sino hasta el 25 de noviembre en el triunfo 1-0 contra Huracán durante el campeonato nacional, del cual resultaron campeones.
El 26 de mayo de 1974 anotó su primer gol como profesional en el minuto 42 del triunfo 3-1 frente al Boca Juniors en la ronda final del metropolitano, disputado en cancha de Newell's Old Boys

### En México
En la segunda mitad de 1974 firmó con el Club América de México, donde llamó la atención tras su participación en el cuadrangular "Primera Confrontación México-Argentina", realizado en Guadalajara, en el que el conjunto rosarino se coronó campeón. Cornero fue titular desde que llegó y se convirtió en pieza clave del campeonato de 1976 ante la Universidad de Guadalajara y el subsecuente Campeón de Campeones frente a los Tigres de la UANL, donde marcó el primero del triunfo 2-0 en el estadio Azteca.
El 9 de agosto de 1974, cerca de un mes de su llegada, recibió una fuerte patada en la cabeza durante un partido ante Cruz Azul en el cuadrangular "Copa João Havelange", llevado a cabo en Los Ángeles. El golpe lo dejó muy afectado y tuvo que ser llevado de emergencia a un hospital. Cornero, motivado por marcar al portugués Eusébio en la final del torneo amistoso contra el S. L. Benfica, despertó el mismo día del partido y se escapó de la clínica para acudir al partido, que resultó en derrota 3-2 en el marcador. Tristemente, este episodio sería el parteaguas que lo marcaría el resto de su vida.
En otoño de 1977 fichó con Cruz Azul, donde obtuvo un mejor contrato que le permitió traer a sus padres al país y estar más cerca de ellos, pues su padre se encontraba delicado de salud. Cornero explicó que la causa principal de su salida fue la falta de interés por parte de la dirigencia del América, encabezada por Guillermo Cañedo de la Bárcena, en mejorar las condiciones para renovar su contrato. En lugar de ello, fue marginado de los citlallis, y se promovió a Javier Sánchez Galindo durante la ceremonia (como el mejor central del certamen), aún cuando Cornero había sido reconocido por los medios como el jugador más valioso del campeonato de 1976.

«No le convenía a Cañedo que yo fuese designado el mejor. Sabes, tenía que renovar contrato. Entonces, claro, fue Sánchez Galindo el mejor y no yo. Para bajar mis bonos, porque en el América a la hora de cobrar tienes un valor diferente que cuando te quieren comprar. Dos valores, según la conveniencia del club. Sánchez Galindo podría ser el mejor porque con un aumento de dos mil pesos se contenta. Yo no, porque me hago valer. Por eso no fui designado en esa temporada el mejor, y no seré nunca aunque sea un fenómeno. (...) La entrega de los Citlallis es un show de Televisa y, como Televisa es el América, allí se entregan los premios según a quien convenga.»

Debutó el 13 de noviembre de 1977 en el triunfo ante el Club Puebla con 2-1 en el Estadio Cuauhtémoc. Rápidamente se convirtió en el líder de la zaga y llegó a fungir como capitán del conjunto celeste. Fue un baluarte en el equipo que se coronó dos veces campeón del fútbol mexicano en 1979 (ante los Pumas de la UNAM) y en 1980 (ante los Tigres de la UANL), obteniendo finalmente el trofeo al mejor defensa de México en este último año.
En 1981 llegaron a una nueva final ante la Universidad de México (en esta ocasión con saldo en contra), donde sufrió una lesión en un balón dividido con Ricardo Ferretti, que lo llevó a jugar infiltrado el resto del encuentro. Se retiró con Toluca en 1984 debido a problemas de salud.

## Estilo de juego

### Perfil de jugador

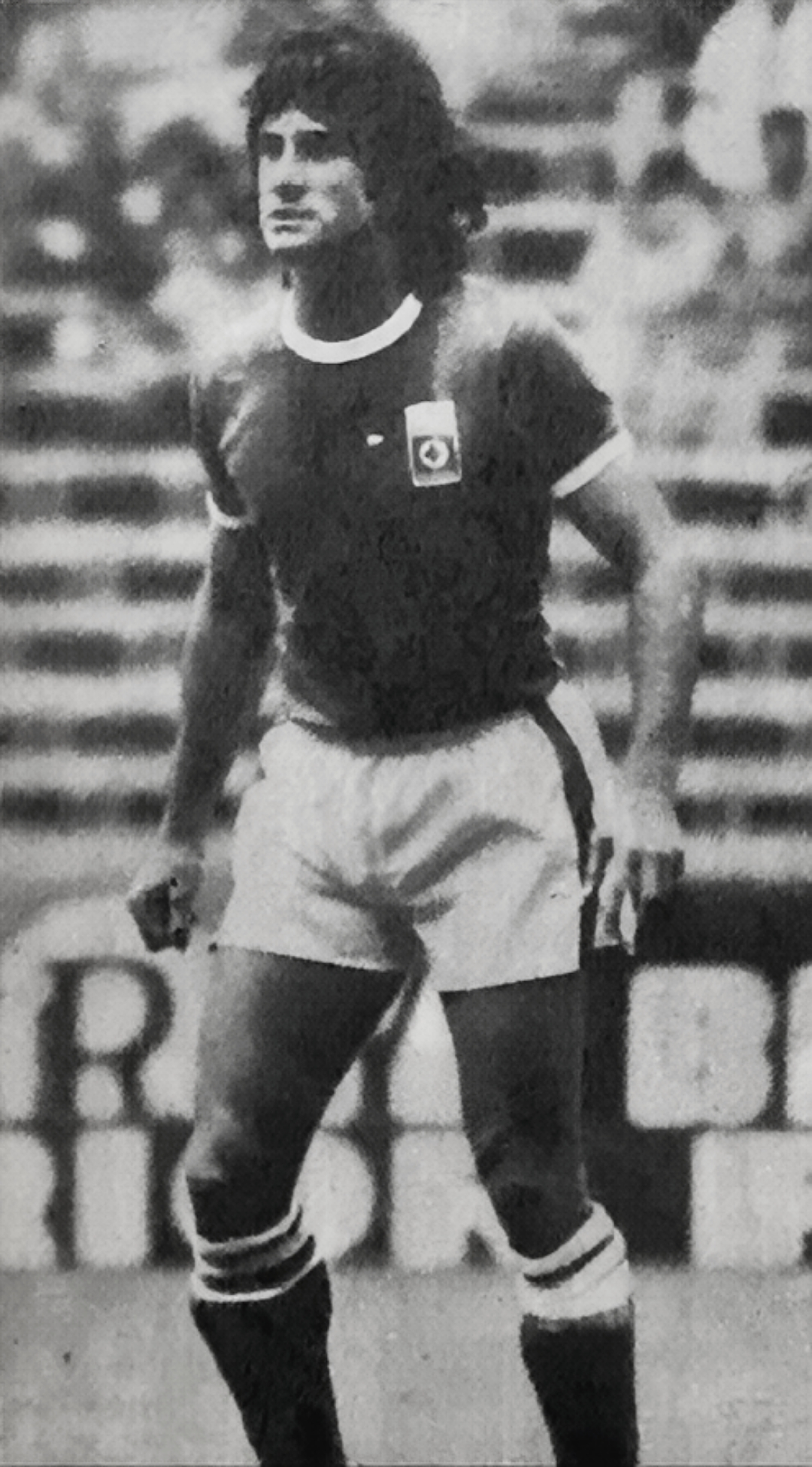
Retrato del Confesor en 1978.

Por su rudeza innata, en sus primeros años siempre fue elegido como estóper o líbero, aunque su amplio dominio del campo le hacía volcarse también como medio de contención. Caracterizado por su entrega, determinación, coraje, técnica, físico y dureza al marcar, fue bautizado por el mítico cronista Ángel Fernández Rugama como el Confesor, pues consideraba que: "con su porte, los delanteros rivales debían ponerse a rezar con solo verlo". El jugador definió su estilo de juego con la frase:

«Puede pasar el hombre o el balón, pero nunca los dos juntos.»

### Controversias
Cornero tuvo varios conatos violentos en su carrera, en especial con el ecuatoriano Ítalo Estupiñán. Ambos eran conocidos por su intensidad en el campo, lo que a menudo generaba enfrentamientos físicos y verbales. Estos eventos provocaron que también tuviera diferencias con el entrenador José Antonio Roca. Uno de los incidentes más recordados entre ambos fue durante un partido entre América y Toluca en la temporada 1976-77. En ese encuentro, Cornero le fracturó la mandíbula a Estupiñán con un puñetazo, lo que resultó en una suspensión de cinco partidos para el defensor argentino.
El 20 de diciembre de 1980, durante un partido disputado en el Estadio Azteca ante la Universidad de México, se produjo un altercado que terminó en múltiples expulsiones y la intervención de autoridades civiles. El encuentro, que transcurría con normalidad, tomó un giro inesperado tras una fuerte entrada Cornero sobre Luis Flores, joven delantero de los Pumas que apenas comenzaba su carrera profesional. La acción generó una reacción inmediata de Manuel Manzo, quien se acercó al defensa para pedirle que no se sobrepasara con él. La respuesta del defensor celeste fue: «Tú cállate, pinche borracho».
Manzo respondió con una mentada de madre para el sudamericano. Sin embargo, para su mala fortuna, Antonio Márquez se percató de su insulto y lo amonestó. Antes de finalizado el primer tiempo, Cornero repitió el insulto a Manuel y éste, de nueva cuenta, volvió a recordarle a su madre al argentino. De nueva cuenta el colegiado escuchó el agravio y expulsó a Manzo. Tras ver la tarjeta roja, Manzo reaccionó violentamente e intentó agredir físicamente a Cornero, lo que provocó una trifulca entre jugadores de ambos equipos. Varios futbolistas se involucraron, entre ellos Guillermo Mendizábal, quien también fue confrontado por Manzo. El incidente culminó con la expulsión de cuatro jugadores de Cruz Azul y tres de Pumas. Manzo y Cornero fueron aprehendidos y trasladados al ministerio público de la delegación Coyoacán. Manzo comentó que todavía en la patrulla tundió un par de patadas a Cornero, quien solo decía «ya cálmate, Manolo, eso fue en la cancha».
Cornero salió pagando con multa y Manzo permaneció retenido hasta altas horas de la noche, siendo liberado tras la intervención de Arnoldo Levinson, quien fuera directivo de Pumas, el cual gestionó directamente con las autoridades delegacionales.

## Vida privada
Hijo de padres comerciantes, dedicados a vender la cerveza Quilmes. Pese a optar por ser futbolista, de joven pensó estudiar para ser químico o contador público. Su fichaje con Cruz Azul, con una considerable mejora salarial, le permitió traer a sus padres a vivir en México en 1978. En 1984 contrajo matrimonio con la mexicana Patricia González, madre de sus tres hijos, Carlos, Miguel Ángel y Andrea Giovanna. Sin embargo, las secuelas producidas por el golpe en su cabeza empezaron a hacer mella y la tristeza por la muerte de su padre lo llevaron al retiro a mediados del mismo año.
Cornero fue después empleado de Cruz Azul, donde mostró gran capacidad como visor, además de realizar otras funciones administrativas. Luego de padecer leves molestias ocasionales, en 1991 le diagnosticaron una enfermedad crónica con un año y medio de deterioro. No obstante, se mantuvo activo en su trabajo con el equipo celeste. Estos problemas de salud, le provocaron una parálisis parcial del cuerpo, y daños en el sistema nervioso y cuerdas vocales, de manera que comenzó a presentar dificultades para hablar fluidamente.

«El Confesor derrochó con dignidad la misma entrega que mostró en las canchas en el segundo tiempo más difícil de su vida. Pero hay quien dice que en algún lugar puede existir, para algunos, un periodo de alargue infinito.»
Héctor Quispe en 60 años de Cornero.

### Fallecimiento
Miguel Ángel Cornero falleció el 19 de noviembre de 1999 alrededor de las 15:35 horas en el Sanatorio Español de la Ciudad de México. El Universal reportó que el doctor Jesús Sotelo dijo "no estar autorizado para revelar las circunstancias" de su deceso y, a petición de sus familiares, su cuerpo fue trasladado a su natal Rosario, donde recibió sepultura.

## Estadísticas

### Clubes
| Club            | País      | Año         | Partidos | Goles |
| --------------- | --------- | ----------- | -------- | ----- |
| Rosario Central | Argentina | 1973 - 1974 | 12       | 1     |
| América         | México    | 1974 - 1977 | 138      | 7     |
| Cruz Azul       | México    | 1977 - 1982 | 146      | 17    |
| Toluca          | México    | 1983 - 1984 | 13       | 0     |

## Palmarés

### Títulos nacionales
| Título                     | Club            | País      | Año  |
| -------------------------- | --------------- | --------- | ---- |
| Campeonato Nacional        | Rosario Central | Argentina | 1973 |
| Primera División de México | América         | México    | 1976 |
| Campeón de Campeones       | América         | México    | 1976 |
| Primera División de México | Cruz Azul       | México    | 1979 |
| Primera División de México | Cruz Azul       | México    | 1980 |

### Títulos internacionales
| Título *          | Club    | Sede       | Año  |
| ----------------- | ------- | ---------- | ---- |
| Copa de Campeones | América | Paramaribo | 1977 |

Nota * : estuvo inscrito en el plantel del equipo en ocasión de su debut en el torneo, el 17 de abril de 1977.

### Distinciones individuales
| Distinción                                         | Año                          |
| -------------------------------------------------- | ---------------------------- |
| XI Ideal de la Primera División                    | 1976, 1977, 1979, 1980, 1981 |
| Equipo de las Estrellas del Clásico de Los Ángeles | 1980                         |
| Central del año en México                          | 1980                         |
| Salón de la Fama de Cruz Azul                      | 2005                         |